# Angela Bandini
Angela Bandini (Rimini, 26 maggio 1961) è un'apneista italiana, che ha stabilito record mondiali in assetto variabile e collaborato a diverse spedizioni scientifiche. Vanta inoltre una considerevole esperienza televisiva, frutto di partecipazioni a programmi scientifici prodotti dalla ABC americana, dalla BBC inglese e dalla televisione giapponese, nella serie GLAUCOS di Jacques Mayol.

## Biografia
Angela Bandini, nasce a Rimini dove inizia a praticare la ginnastica artistica, attività sportiva che abbondonerà a causa di un incidente al braccio. Si avvicina al mondo marino frequentando assiduamente i parchi acquatici della sua città fino ad ottenere di lavorare e esibirsi con i delfini. Nel 1978, all'età di 17 anni, conosce Jacques Mayol in occasione di un documentario sulle immersioni in apnea. Fu proprio Mayol che la presentò a Folco Quilici, regista del documentario, e che la reclutò per collaborare con loro.
Nel 1980 partecipa alla “Lake-Mountain Expedition” dell’Istituto di Fisiologia Umana dell’Università di Chieti, in collaborazione con la Marina militare Peruviana, ottenendo il record assoluto di -20 m nel Lago Huacracocha, sulle Ande Peruviane, a quasi 5000 m di altitudine, equivalenti a oltre -50 m a livello del mare. Per valutare scientificamente il tempo ed il tipo di apnea, si confronta in Indonesia con i pescatori locali ed in Giappone con le pescatrici di perle Ama.
Nel 1984, collabora alla realizzazione di 12 puntate per Canale 5 (Ai Confini dell’uomo di Jacques Mayol) nonché, alla realizzazione di numerose trasmissioni televisive nazionali ed internazionali. In quegli anni, l’immagine di Angela è stata legata al famoso spot pubblicitario “Brancamenta”, in onda sulle le reti nazionali pubbliche e private.
Il 14 settembre 1985 conquista, nelle acque dell'Isola d'Elba il suo primo record mondiale in assetto variabile con -52 m. Il record femminile all'epoca apparteneva a un'altra italiana, Rossana Maiorca con -45 m che l'aveva conquistato nel 1980.
Il 2 ottobre 1989, raggiungendo la profondità di -95 m, ottiene all'Isola d’Elba, il record femminile in assetto variabile precedentemente detenuto da Rossana Maiorca (-80 m nel 1988).
Il 3 ottobre 1989, sempre all'Isola d’Elba, raggiungendo la profondità di -107 m, ottiene il record mondiale assoluto CMAS, infrangendo i -105 m raggiunti da Jacques Mayol nel 1983. Fu la prima donna a superare un record maschile di apnea.
Nel 2004, sotto la direzione di Rutger Hauer, ha realizzato il cortometraggio “Starfish Tango” quale opera di sensibilizzazione sul problema dell’AIDS. 
Sulla sua storia è stato scritto il libro Angela degli Abissi di Carlo Tedeschi, incentrato sui 10 anni di vita che vanno dall'incontro con il suo maestro Leo Amici, dal quale apprese le tecniche per superare la barriera dei 52 metri, fino al record mondiale del 1989.

## Nella cultura di massa
- Nel 1993, interpretata da Alexandra Brochen, è protagonista nel film per la televisione “Azzurro Profondo” diretto da Filippo De Luigi con Franco Nero e Paolo Calissano.[5]